# 징벌 (드라마)
《징벌》(영어: Possessions)는 프랑스에서 2020년 11월 2일 첫 방영을 한 드라마이다.
프랑스의 스튜디오 카날이 제작한 6부작 드라마 '징벌'은 어느 결혼식에서 발생한 살인사건을 중심으로 벌어지는 미스테리 스릴러다.
이스라엘의 작가 샤하르 마겐과 프랑스 작가 발레리 제나티가 참여했고,
영화 <보디가드>(2018)로 영국 아카데미 시상식 감독상 후보에 올랐던 토마스 빈센티가 연출했다.
한국에서는 2021년 1월 20일 왓챠를 통해 독점 공개 된다.

## 시놉시스

### 어느 살인 사건을 추적하며 밝혀지는 한 가족의 비밀
나탈리는 이스라엘에 사는 프랑스인이다. 그녀의 결혼식에서 남편 에란이 살해당한다. 당신 피가 묻은 칼을 손에 쥐고 있던 나탈리는 유력한 용의자로 지목되고,
프랑스 영사관의 카림이 그녀를 돕기 위해 파견된다. 나탈리는 경찰 조사에서 남편을 죽인 건 자신이 아니라고 주장한다.
사건의 배후를 조사하던 카림은 나탈리의 가족에게서 수상한 정황을 발견한다.

## 등장인물
- 나탈리 (나디아 테레슈키에비치) : 결혼식 당일 남편을 살해했다는 이유로 경찰에 검거된다. 하지만 그녀는 자신이 죽이지 않았다고 주장한다. 경찰은 그녀의 몸 곳곳에서 상처를 발견하는데, 나탈리는 왜 그런 상처가 생겼는 지 모르겠다고 말한다. 한편, 거짓말 탐지기 조사에서도 그녀는 진실을 말하는 것으로 판정된다.
- 카림 (레다 카텝) : 이스라엘의 프랑스 영사관 직원. 자국인이 경찰에 연행됐다는 소식을 듣고, 나탈리를 돕기 위해 파견된다. 사건을 파헤치던 중 나탈리의 가족에게서 수상한 점을 발견한다. 또한 나탈리가 과거 프랑스에서 살때 어떤 일을 겼었는지도 알게 된다. 사건에 빠져들 수록 그 또한 나탈리에게 빠져든다.
- 로자 (도미니크 발라디) : 나탈리의 엄마. 유대인인 그녀는 유대교의 관습에 집착하고, 딸에게도 강요한다.
- 제시카 (노아 콜러) : 경찰. 이스라엘 경찰이지만, 프랑스어를 할 줄안다는 이유로 나탈리의 사건을 맡는다. 수사 도중 나탈리가 남편이 사망하기 전, 화장실에 남긴 흔적을 발견한다.
- 샤이 (로이 닉) : 결혼식에서 사망한 남편의 형. 그는 동생과 나탈리가 함께 있는 침실을 몰래 촬영한 영상을 갖고 있다.